# Rothesteus
Rothesteus také Rothesteos, Rothestes či Radistis (4. století) byl regionální náčelník (kunja) jednoho z kmenů tervingských Gótů, který byl podřízený gótského panovníka Athanarichana na území Gutthiudy v dnešním Rumunsku. Kmen vedený Rothesteusem žil v povodí řeky Marsius. Byl otcem Atharida, který sehrál hlavní roli v pronásledování a zabití křesťanského mučedníka svatého Sabbase. Podle francouzského historika a genealogoga Christiana Settipaniho byl Rothesteus otcem či dědečkem z otcovy strany prvního vizigótského krále Alaricha I.